# オキソグルタル酸デヒドロゲナーゼ (NADP+)
オキソグルタル酸デヒドロゲナーゼ (NADP+)（oxoglutarate dehydrogenase (NADP+)）は、次の化学反応を触媒する酸化還元酵素である。
2-オキソグルタル酸 + CoA + NADP+ {\displaystyle \rightleftharpoons } スクシニルCoA + CO2 + NADPH
反応式の通り、この酵素の基質は2-オキソグルタル酸と補酵素AとNADP+、生成物はスクシニルCoAと二酸化炭素とNADPHとである。
組織名は2-oxoglutarate:NADP+ 2-oxidoreductase (CoA-succinylating)である。